# 유정아 (방송인)
유정아(한국 한자: 兪靜雅, 1967년 1월 4일 ~ )는 대한민국의 언론인, 방송인으로 한국IPTV방송협회 회장이다.

## 약력
서울대학교 사회학과를 나온 후, 연세대학교 대학원 신문방송학 석사과정을 마쳤다. 1989년 KBS 아나운서 16기로 입사하였으며, 1998년 11월 1일 KBS를 퇴사하고 프리랜서 선언을 하였다. 2004년부터 5년간 모교인 서울대학교에서 말하기에 관한 강의를 맡았고, 2014년 3월 제6대 노무현 시민학교 교장에 선임되었으며, 2018년 1월 한국IPTV방송협회 회장에 취임하였다.

## 학력
- 세화여자고등학교 (졸업)
- 서울대학교 사회학과 (졸업)
- 연세대학교 언론홍보대학원 방송전공 언론학 (졸업) (학위논문명 - 텔레비전 뉴스 통제요인에 관한 연구 : 정치부 뉴스제작 과정에서의 내적 통제요인을 중심으로)
- 서울대학교 행정대학원 행정학과 (졸업)

## 경력
- 1989년 ~ 1998년 KBS 아나운서실 아나운서 (17기)
- 연세대학교 초빙교수
- 서울대학교 특임강사
- 제6대 노무현 시민학교 교장
- 2010년 3월 ~ 서울대학교 행정대학원 초빙연구위원
- 2012년 문재인의 시민캠프 대변인
- 2016년 국민주권선거대책위원회 국민참여본부 수석부본부장 (더문캠)
- 2017년 제19대 대통령선거 더불어민주당 문재인 후보 선거대책위원회 수석부본부장
- 2018년 1월 ~ 2021년 12월 한국IPTV방송협회 회장

## 출연작

### 연극
- 2014년 수현재씨어터 《그와 그녀의 목요일》 : 정연옥 역

### 영화
- 2016년 《시간이탈자》 : 타종행사 리포터 역
- 2017년 《재회》

### 방송
- 《KBS 3분뉴스》 (1992년 4월 6일 ~ 1992년 10월 8일)
- 《KBS 9시 뉴스현장》 (평일 앵커, 1992년 4월 6일 ~ 1993년 4월 30일)
- 《KBS 뉴스비전》 (1996년 3월 4일 ~ 1997년 2월 28일)
- 《KBS 930 뉴스》
- 《열린음악회》[2]
- 《6시 내고향》
- 《FM 가정음악》
- 《북카페》
- 《밤의 실내악》